# Team dsm-firmenich PostNL (Frauenteam)/Saison 2024
Diese Liste beschreibt Die Mannschaft und die Siege des UCI Women’s WorldTeams Team dsm-firmenich PostNL in der Saison 2024.

## Mannschaft
| Teamkader 2024                         | Teamkader 2024     | Teamkader 2024         | Teamkader 2024                         |
| Name                                   | Geburtsdatum       | Land                   | Vorheriges Team                        |
| -------------------------------------- | ------------------ | ---------------------- | -------------------------------------- |
| Francesca Barale                       | 29. April 2003     | Italien                | VO2 Team Pink (2021)                   |
| Rachele Barbieri                       | 21. Februar 1997   | Italien                | Liv Racing TeqFind (2023)              |
| Eleonora Ciabocco                      | 4. März 2004       | Italien                |                                        |
| Pfeiffer Georgi                        | 27. September 2000 | Vereinigtes Königreich | Jadan Weldtite (2018)                  |
| Daniek Hengeveld                       | 17. November 2002  | Niederlande            | GT Krush Tunap (2022)                  |
| Megan Jastrab                          | 29. Januar 2002    | Vereinigte Staaten     | Rally Cycling (2020)                   |
| Franziska Koch                         | 13. Juli 2000      | Deutschland            | Watersley International (2019)         |
| Charlotte Kool                         | 6. Mai 1999        | Niederlande            | NXTG Racing (2021)                     |
| Juliette Labous                        | 4. November 1998   | Frankreich             | VC Morteau Montbenoit (2016)           |
| Josie Nelson                           | 8. April 2002      | Vereinigtes Königreich | Coop-Hitec Products (2023)             |
| Esmée Peperkamp                        | 23. Juli 1997      | Niederlande            | Loving potatoes-de Jonge Renner (2020) |
| Maeve Plouffe                          | 8. Juli 1999       | Australien             |                                        |
| Églantine Rayer                        | 12. Juni 2004      | Frankreich             |                                        |
| Abi Smith                              | 1. April 2002      | Vereinigtes Königreich | EF Education-TIBCO-SVB (2023)          |
| Becky Storrie                          | 27. September 1998 | Vereinigtes Königreich | Cams Basso (2022)                      |
| Elise Uijen                            | 23. Juni 2003      | Niederlande            |                                        |
| Anna van der Meiden (1. Jan.–31. Jul.) | 20. Juni 2004      | Niederlande            | WV Schijndel (2022)                    |
| Nienke Vinke                           | 22. Juni 2004      | Niederlande            |                                        |
| Silje Bader (16. Jul.–31. Dez.)        | 24. September 2005 | Niederlande            |                                        |
|                                        |                    |                        |                                        |
| Quelle: ProCyclingStats                |                    |                        |                                        |

## Siege
| Siege    | Siege                                                                 | Siege                  | Siege  | Siege           | Siege |
| Datum    | Rennen                                                                | Staat                  | Klasse | Siegerin        |       |
| -------- | --------------------------------------------------------------------- | ---------------------- | ------ | --------------- | ----- |
| 17. Mär. | Tour de Normandie Féminin, 4. Etappe                                  | Frankreich             | 2.1    | Josie Nelson    |       |
| 22. Jun. | Französische Meisterschaften, Straßenrennen der Frauen                | Frankreich             | CN     | Juliette Labous |       |
| 22. Jun. | Deutsche Meisterschaften im Straßenradsport, Straßenrennen der Frauen | Deutschland            | CN     | Franziska Koch  |       |
| 23. Jun. | Britische Meisterschaften, Straßenrennen der Frauen                   | Vereinigtes Königreich | CN     | Pfeiffer Georgi |       |
| 10. Jul. | Baloise Ladies Tour, 2. Etappe                                        | Belgien                | 2.1    | Charlotte Kool  |       |
| 12. Aug. | Tour de France Femmes, 1. Etappe                                      | Niederlande            | 2.WWT  | Charlotte Kool  |       |
| 13. Aug. | Tour de France Femmes, 2. Etappe                                      | Niederlande            | 2.WWT  | Charlotte Kool  |       |

## UCI-Weltranglisten-Platzierungen
| UCI-Ranking | UCI-Ranking       | UCI-Ranking            | UCI-Ranking |
| Fahrerin    | Fahrerin          | Land                   | Punkte      |
| ----------- | ----------------- | ---------------------- | ----------- |
| 8.          | Juliette Labous   | Frankreich             | 2360.1 P.   |
| 11.         | Pfeiffer Georgi   | Vereinigtes Königreich | 1712 P.     |
| 17.         | Charlotte Kool    | Niederlande            | 1577.1 P.   |
| 54.         | Franziska Koch    | Deutschland            | 802.7 P.    |
| 73.         | Nienke Vinke      | Niederlande            | 615.1 P.    |
| 124.        | Rachele Barbieri  | Italien                | 333.1 P.    |
| 130.        | Francesca Barale  | Italien                | 321 P.      |
| 159.        | Josie Nelson      | Vereinigtes Königreich | 262 P.      |
| 247.        | Eleonora Ciabocco | Italien                | 158.1 P.    |
| 495.        | Megan Jastrab     | Vereinigte Staaten     | 66 P.       |
| 497.        | Abi Smith         | Vereinigtes Königreich | 65.1 P.     |
| 524.        | Silje Bader       | Niederlande            | 60 P.       |
| 737.        | Becky Storrie     | Vereinigtes Königreich | 32 P.       |